# 魔力麦克3：最后之舞
《魔力麦克3：最后之舞》（英語：Magic Mike's Last Dance）是2023年上映的美国情色喜剧剧情片，由史蒂文·索德伯格执导，里德·卡罗林编剧，查尼·泰坦监制、主演。电影为《魔力麦克》三部曲的最后一部（前两部为《魔力麦克》和《魔力麦克 XXL》），讲述查尼·泰坦扮演的脱衣舞演员离开美国佛罗里达州，前往伦敦排演舞台剧。
电影原计划独家上线流媒体平台HBO Max，后来因试映反响不俗，被华纳兄弟影业安排在剧院上映。电影最终于2023年1月25日在迈阿密海滩全球首映，2023年2月10日全美公映。电影全球票房达5600万美元，影评人评价褒贬不一。電影更入圍第44屆金酸莓獎共計兩個獎項。

## 剧情
年届四十的脱衣舞演员麦克·莱恩在2019冠状病毒病疫情失去了家具生意，在一家餐饮公司担任调酒师。在麦桑德拉举行的筹款活动上，麦克遇到了麦桑德拉基金会的律师金。金说麦桑德拉有活安排给麦克，希望麦克和麦桑德拉私底下聊聊。
麦桑德拉从金那里了解到麦克的跳舞实力，问麦克跳一场膝上舞需要多少钱。麦克虽然已经退役，但面对对方再三推脱，还是开除了6万美金的高额报酬，不过麦桑德拉只能给6000美金。跳舞过程中，麦桑德拉与麦克激情四射，最终共入梦乡。第二天早上，麦克没有拿6000美金，麦桑德拉说可以原来的6万美金，条件是和她一起去伦敦一个月。麦克同意前往，但条件是要扮演她的男朋友，得到同意。根据先前签订的离婚协议，前夫罗杰把家里的拉蒂根剧院（Rattigan Theatre）给了麦桑德拉。麦桑德拉宣布目前上演的戏剧《伊莎贝尔升天》（Isabel Ascende）停演一个月，为麦克排演脱衣舞预留时间。麦克和麦桑德拉安排后勤工作的时候，麦桑德拉的女儿扎迪到场，说麦桑德拉每隔几年就会做点不一样事情，这让麦克深感不安。
没过多久，演员试镜工作正式开始，一名原本出演《伊莎贝尔升天》的女演员打算参演。麦克和麦桑德拉灵机一动，觉得可以把《伊莎贝尔升天》的元素加到脱衣舞里，所以就选了这位演员来表演。麦桑德拉与伦敦的老熟人一起吃晚饭，一同前往的麦克觉得格格不入。麦桑德拉想和麦克在车上发生性关系，麦克一把将她推开，让她觉得不安。第二天排练的时候，麦桑德拉开始挑剔麦克的排舞工作。
麦桑德拉和麦克为主舞台搭建了临时的延伸部分，给观众亲近的感觉。然而这个改动对历史悠久的剧院会产生影响，负责管理的西敏市市议会没有提前收到通知，开始出手干预。麦桑德拉和麦克决定说服议会里唯一一位女性埃德娜·伊格尔鲍尔全力支持演出。在埃德娜早上通勤的公交车上，麦桑德拉和麦克安排了一大群参演脱衣舞的男演员包围她，在她身边上映极具挑逗性的舞蹈，提前让她感受脱衣舞的魅力。最终，埃德娜向麦桑德拉和麦克承诺支持演出。
麦桑德拉和麦克就表演收尾部分产生争论，麦桑德拉希望有个美好的结局，最好麦克能亲自上场表演，但麦克执意不上场。麦桑德拉的前夫罗杰叫停了表演，称离婚协议写明不能玷污他家族的名声。麦桑德拉叫麦克回美国后，麦克从维克多手上拿到剧院的钥匙，开始私底下继续排演。表演最终不向公众开放，只能凭邀请出席，为此扎迪联系了麦桑德拉的圈中好友。到星期天晚上正式表演的时候，维克多和扎迪才向麦桑德拉说出演出的事情，麦桑德拉之前一直以为演出已经被叫停。另一方面，罗杰受邀出席。
表演的第一幕和《伊莎贝尔升天》几乎一模一样，但脱衣舞版本中的女主角面临两个人生选择，要么嫁给富有的贵族，要么嫁给心地善良的穷人。女主角在这个问题上犯了难，于是打电话给一头独角兽，这只独角兽是她小时候想象的一位好朋友。随后表演打破第四面墙，一只金麦克风从舞台上方缓缓降下，女主角开始大谈当代的女性主义思想，探讨社会应该如何让女性做选择。随后女主角的男伴脱下晚礼服，其他舞蹈演员一一献上表演，一个比一个性感。之后罗杰被要求陪扎迪退场回避，以防两人看到接下来较为成人向的表演。随后，舞蹈演员为三位成年观众表演膝上舞，迈克与一位职业舞蹈演员重现了他和麦桑德拉在一起的时刻。演出结束后，迈克正式向麦桑德拉示爱。

## 阵容
- 查尼·泰坦 饰 迈克·莱恩（Mike Lane）
- 莎瑪·希恩 饰 麦桑德拉·门多萨（Maxandra Mendoza）
- 阿育布·可汗（英语：Ayub Khan Din） 饰 维克多（Victor）
- 杰米莉亚·乔治（Jemelia George）饰 扎迪·拉蒂根（Zadie Rattigan）
- 朱丽叶·莫塔梅德（Juliette Motamed）饰 汉娜（Hannah）
- 薇琪·佩珀代因（英语：Vicki Pepperdine） 饰 埃德娜·伊格尔鲍尔（Edna Eaglebauer）
- 加文·斯泼克斯（Gavin Spokes）饰 马修（Matthew）
- 艾伦·考克斯（英语：Alan Cox (actor)） 饰 罗杰·拉蒂根（Roger Rattigan）
- 凯特琳·杰拉德（英语：Caitlin Gerard） 饰 金（Kim）
- 克里斯托弗·本科莫（Christopher Bencomo）饰 金的丈夫
- 喬·曼根尼羅 饰 大鸡巴里奇（Big Dick Ritchie）
- 马修·波莫 饰 肯（Ken）
- 凱文·奈許 饰 泰山（Tarzan）
- 亚当·罗德里格斯（英语：Adam Rodriguez） 饰 铁托（Tito）

## 开发
电影于2021年11月29日公开，计划于HBO Max独家上线，查尼·泰坦三度扮演主角迈克·莱恩，史蒂文·索德伯格回归执导。2022年4月，莎瑪·希恩取代扮演未具名角色的譚蒂·紐頓 。
2022年7月，索德伯格透露正在围绕系列的其他角色开发另外的作品。2022年9月，片方宣布电影改在院线上映，定档2023年2月10日。同年11月，加文·斯泼克斯、凯特琳·杰拉德、克里斯托弗·本科莫、阿育布·可汗、朱丽叶·莫塔梅德宣布加盟剧组。

## 发行
电影于2023年1月25日在美国佛罗里达州迈阿密海滩全球首映，2023年2月10日由华纳兄弟影业在院线公映。该片是索德伯格自2018年电影《瘋人院》以来的首部院线电影。
电影于2023年2月28日上线VOD平台，藍光和DVD于同年4月18日发行。

## 反响

### 票房
截至2023年3月31日，电影在北美地区取得2600万美元的票房成绩，海外票房3080万美元，全球票房共计5680万美元。
在北美，电影上映首周末于1496家影院上线，票房预计达800至1000万美元。最终首日票房实收410万美元，周末三天共计820万美元，位列票房榜一位。次周增加至3034家影院上映，票房达530万美元，排名第三。
| 上一届： 《敲敲門》 | 2023年美國週末票房冠軍 第6週 | 下一届： 《蟻人與黃蜂女：量子狂熱》 |

### 专业评价
汇总媒体烂番茄根据210条评论打出49/100的腐烂度，平均得分5.5/10，Metacritic收录54条评论，平均得分52/100，表示“褒贬不一或口碑平平”。